# Municipio de Hector (Arkansas)
El municipio de Hector (en inglés: Hector Township) es un municipio ubicado en el condado de Misisipi en el estado estadounidense de Arkansas. En el año 2010 tenía una población de 733 habitantes y una densidad poblacional de 5,35 personas por km².

## Geografía
El municipio de Hector se encuentra ubicado en las coordenadas 35°50′17″N 90°3′32″O / 35.83806, -90.05889. Según la Oficina del Censo de los Estados Unidos, el municipio tiene una superficie total de 137.08 km², de la cual 133,26 km² corresponden a tierra firme y (2,79 %) 3,82 km² es agua.

## Demografía
Según el censo de 2010, había 733 personas residiendo en el municipio de Hector. La densidad de población era de 5,35 hab./km². De los 733 habitantes, el municipio de Hector estaba compuesto por el 93,72 % blancos, el 1,91 % eran afroamericanos, el 0,14 % eran asiáticos, el 2,59 % eran de otras razas y el 1,64 % eran de una mezcla de razas. Del total de la población el 3,96 % eran hispanos o latinos de cualquier raza.